# SCIgen
SCIgen (pour Science Generator) est un programme qui rédige des textes sans signification adoptant la forme d'articles scientifiques en informatique, avec références, graphiques et diagrammes inclus.
Le programme SClgen est connu pour avoir attiré l'attention en 2005 lorsqu'un article automatiquement rédigé et intitulé « Rooter, A Methodology for the Typical Unification of Access Points and Redundancy » fut accepté comme non-reviewed paper par un congrès (2005 World Multiconference on Systemics, Cybernetics and Informatics) où les créateurs de cet article avaient été invités à parler. L'acceptation du papier fut ensuite annulée, une fois établi qu'il s'agissait d'un canular (hoax).
Selon le site, SCIgen permet de tester les critères d'entrée de telles conférences et les standards d'acceptation des articles,.
Le programme SCIgen a été créé par trois chercheurs du MIT. Il est écrit en Perl et utilise la grammaire non contextuelle pour générer des articles grammaticalement corrects, mais dépourvus de sens. Il est sous licence publique générale GNU.